# Wihakayda
Wihakayda est un prénom féminin.

## Sens et origine du prénom
- Prénom amérindien[1], du peuple Sioux.
- Prénom qui signifie "la petite".

## Prénom de personnes célèbres et fréquence
- Prénom rare et peu usité aux États-Unis [2].